# 京成バス千葉セントラル印西営業所
京成バス千葉セントラル印西営業所（けいせいバスちばセントラルいんざいえいぎょうしょ）は、千葉県印西市船尾にある京成バス千葉セントラルの営業所。
印西市および白井市の千葉ニュータウンおよびその周辺を営業エリアとする。
本項では、千葉県白井市神々廻（ししば）1866にある白井車庫（しろいしゃこ）について扱うほか、印西営業所と白井車庫の前身であるちばレインボーバス株式会社と、同社に分社化される前の京成電鉄自動車本部船橋営業所船尾車庫と松戸営業所白井車庫などについても扱う。

## 営業所・車庫
- 印西営業所（千葉県印西市船尾1377）
  - ちばレインボーバス時代には本社を併設しており、営業所名は「本社営業所」であった[2]。車庫名は、京成電鉄船橋営業所船尾車庫を継承した「船尾車庫」である。
- 白井車庫（千葉県白井市神々廻1866）
  - ちばレインボーバス時代と京成電鉄松戸営業所白井車庫時代ともに車庫名は同じ。白井線、鎌ヶ谷線、西白井線、法典線の4路線を担当する。

どちらも在籍する車両のナンバーは習志野ナンバーである。

### ちばレインボーバス
ちばレインボーバス株式会社は、千葉県印西市船尾1377にあったバス事業者。京成電鉄の連結子会社で、京成グループの企業であった。
キャッチフレーズは「虹色バス通り―千葉ニュータウンから広がる虹色ネットワーク」。
1998年（平成10年）6月1日、京成電鉄のバス事業を地域分社化して営業開始した。京成電鉄バス部門の分社化としてはちばフラワーバスに続く2社目であり、京成電鉄自動車本部船橋営業所（現・京成バス船橋営業所→新都心営業所習志野出張所）の分車庫だった船尾車庫および、松戸営業所の分車庫であった白井車庫を継承した。
会社設立後、京成電鉄から引き継いだ路線の効率化を徹底的に進め、1998年から3年間で7度のダイヤ改正を行った。
北総交通が運行してきた路線バスの小林線、滝野循環線を引き継ぎ、2017年4月1日より運行開始した。
2025年（令和7年）4月1日には京成グループにおけるバス事業再編により、ちばレインボーバスは千葉海浜交通・京成バスシステム・船橋新京成バス習志野営業所と統合され、京成電鉄バスホールディングス傘下の京成バス千葉セントラルの営業所および車庫となった。

## 沿革
神崎線、白井線、鎌ヶ谷線の3つの長距離路線がある。神崎線、白井線（および木下線）、鎌ヶ谷線の歴史は1920年代に遡る。

### 習志野自動車による木下へのバス（戦前）
神崎線（現・津田沼駅 - 木下駅）の起源は、現在の船橋市薬円台に事務所を置いていた個人事業者白井保四郎が1927年（昭和2年）10月5日付で営業を始めた船橋駅 - 大和田および新木戸 - 睦村平戸の2路線である。なお、白井によるバス事業の創業は同年3月11日の谷津 - 津田沼駅 - 大久保 - 実籾線からである。その後、1933年に佐山、1935年頃に船尾を通り木下まで全通した。
それからまもない1937年1月に京成電鉄が同社の路線を買収し、習志野営業所（現・京成バス新都心営業所習志野出張所）を国鉄総武本線津田沼駅近傍に設置した。ちなみに、習志野自動車株式会社はバス路線を手放した後、保険代理業に業種転換し、現在でも京成保険コンサルティングとして存続している。同社の設立年月日は1935年7月15日になっており、前述した個人事業者の法人化がこの日のようである。京成としての神崎線の開通の経緯は以上の通りである。

その後、習志野営業所は1957年（昭和32年）に船橋市宮本に新設された花輪車庫へと移転。1959年（昭和34年）、正式に船橋営業所と改称した。

### 松戸〜白井を走るバス（戦前）
鎌ヶ谷線（五香駅、鎌ヶ谷市役所、白井駅、白井車庫間の路線）の起源は、松戸に事務所を置いていた個人事業者大江六郎による1928年3月1日の松戸駅 - 五香 - 六実 - 佐津間の開通で、その2年後の1930年10月1日に藤ヶ谷まで延長している。
当時の地図によれば佐津間、藤ヶ谷付近の道路の敷設状況は今と異なっており、停留所も別の場所にあったようである。

その後、法人化を経て1935年（昭和10年）11月に京成電気軌道が買収を行い、松戸営業所を設置した。当時は現在の京成松戸線が鉄道連隊松戸線という軍用鉄道だったため、六実、佐津間、藤ヶ谷方面はおろか、八柱、五香方面でさえ車両は今より小型だがバスが唯一の大量輸送手段だった。

翌月には松戸市で1923年（大正12年）から営業していた渡辺乗合自動車を買収し、松戸 - 市川・流山・金町の3線も引き継いだ。

### 中山〜木下へのバス（戦前）
現在の白井線（西船橋駅 - 白井駅・白井車庫）および木下線（白井駅 - 木下駅など）の起源は、森田祐吉経営の共立乗合自動車による中山 - 木下線である。共立乗合自動車は、この他、中山 - 大野、木下 - 岩戸にも路線を有していた。その後、1943年7月14日に京成電鉄が共立乗合自動車を買収し、市川営業所を開設した。同営業所は同時に、京成の既存の路線（市川船橋線、国分線等）と併せて担当する。当時の市川営業所は、現在の本八幡駅南側に位置する市川交通自動車八幡車庫である。その後戦争が激しくなり、物質およびエネルギーの調達の都合から1944年前後に不要不急の路線が廃止または休止となった。

## 現行路線

### 船尾車庫担当

#### 神崎線
- 津田沼駅 ← 自衛隊前 ← ミヤコシ ←  八千代緑が丘駅 ←秀明学園← 秀明大学 ← 船尾車庫
- 木下駅 - 市役所前 - 天王前 - 千葉ニュータウン中央駅 - 原山東 - 船尾車庫

両方向からの初便のみミヤコシを経由せず、八幡神社を経由。また、すべての便が船尾車庫で分割となっている。
- 八千代緑が丘駅 - 八千代西高校 - 睦小学校（支線）

平日通学時間帯のみ運行。
- 直通：八千代緑が丘駅 - （無停車） - 秀明八千代中学校・高等学校（通学特別定期券を所持している学生のみ利用可）
- 直通：津田沼駅・薬園台・自衛隊前・新木戸・八千代緑が丘駅 - （無停車） - 秀明八千代中学校・高等学校（通学特別定期券を所持している学生のみ利用可）※2025年度10月頃に、廃止予定。通学特別定期券は同年5/1を持って発行終了※
- 直通：八千代緑が丘駅 - （無停車） - 秀明大学（大学入学共通テスト（旧・大学入試センター試験）初日のみ運行）

※秀明八千代中・高発着の直通バスは、在籍している学生のみ利用可という、特定バスとしての要件は満たしているが、学生からの定期券収入によって賄っており、また同じ定期券を使用して一般の路線バスも利用できる事から、スクールバスではなく路線バス扱いとなっている。
- - 1927年10月5日：[白井保四郎]船橋駅 - 平戸入口が開通。（船橋駅 - 大和田と同時に開通）
  - 1933年2月1日：[白井保四郎]船橋駅 - 神崎橋に延長。
  - 1935年7月15日：[習志野乗合自動車]習志野乗合自動車となる。
  - 1935年頃：木下駅 - 船尾（場所不明）を開通。
  - 1937年1月20日：[京成]京成となる。（神崎橋 - 船尾間の開通日不明）
  - 1945年9月3日：[京成]草深線が武西 - 開拓事務所前に変更。
  - 昭和：[京成]船橋駅 - 武西（神崎停留所と谷田停留所の中間付近）が開通。（のちに廃止）
  - 1962年2月1日：[京成]草深線（木下駅 - 開拓事務所前（現・原青年館付近））が開通。出入で津田沼十字路 - 開拓事務所前もあった。
  - 1970年頃：[京成]津田沼駅 - 木下駅に短縮変更。津田沼駅 - 船尾車庫（ワンマン）と船尾車庫 - 木下駅（ツーマン）に分割する。
  - 1974年頃：[京成]草深線が廃止される。
  - 1977年頃：[京成]大森 - 六軒を大型ワンマンバスでの通行が困難なこと、全線ワンマン化で津田沼駅 - 木下駅間の通し運行が復活し、木下駅【南口】発着に変更された。
  - 1988年頃：[京成]八千代国際大学（現・秀明大学）経由便が新設される。当時は八千代国際大学入口との往復による経由。
  - 平成：[京成]中央駅経由便が新設される。
  - 平成：[京成]大学経由便を大学および学園五丁目経由に変更。
  - 1996年4月27日：[京成]八千代緑が丘駅経由となる。八幡神社経由便の新設。萱田線短縮代替として、緑が丘駅 - 八千代西高校 - 睦小学校便を新設し、船尾車庫担当となる。
  - 1998年6月1日：[レインボー]京成電鉄より移管され、ちばレインボーバスの路線となる。
  - 2003年5月7日：[レインボー]朝夕の便が八千代緑が丘駅で分割される。同時に八千代緑が丘駅および船尾車庫での乗り継ぎ運賃制度（乗り換えても通し運賃）が開始される。全便が秀明大学経由となる。
  - 2021年4月1日：[レインボー]ダイヤ改正により、津田沼駅方面から木下駅方面のすべての便が船尾車庫で分割される。木下駅方面からも朝の1便を除き、船尾車庫で分割となった。また、多くの便が船尾車庫 - 津田沼駅間を直通するようになり、八千代緑が丘駅止は両方向共に平日朝に数便だけとなった[7][8][9]。
  - 2022年2月25日：[レインボー]習志野営業所印西市の魅力を発信するラッピングバスが運行開始[10]。
  - 2023年12月1日：[レインボー]ダイヤ改正により、全線通しで運行する便が消滅[11][12][13]。

#### 高花線
- 千葉ニュータウン中央駅 - 電話局 - 原山三丁目 - 高花団地入口 - 高花六丁目 - 高花
- 千葉ニュータウン中央駅 - 電話局 - 原山三丁目 - 高花二丁目 - 高花六丁目 - 高花
- 船尾車庫 - 高花団地入口 -高花六丁目 - 高花
- 新鎌ヶ谷駅 - （無停車） - 千葉ニュータウン中央駅 - 電話局 - 原山三丁目 - 高花二丁目 - 高花六丁目 - 高花

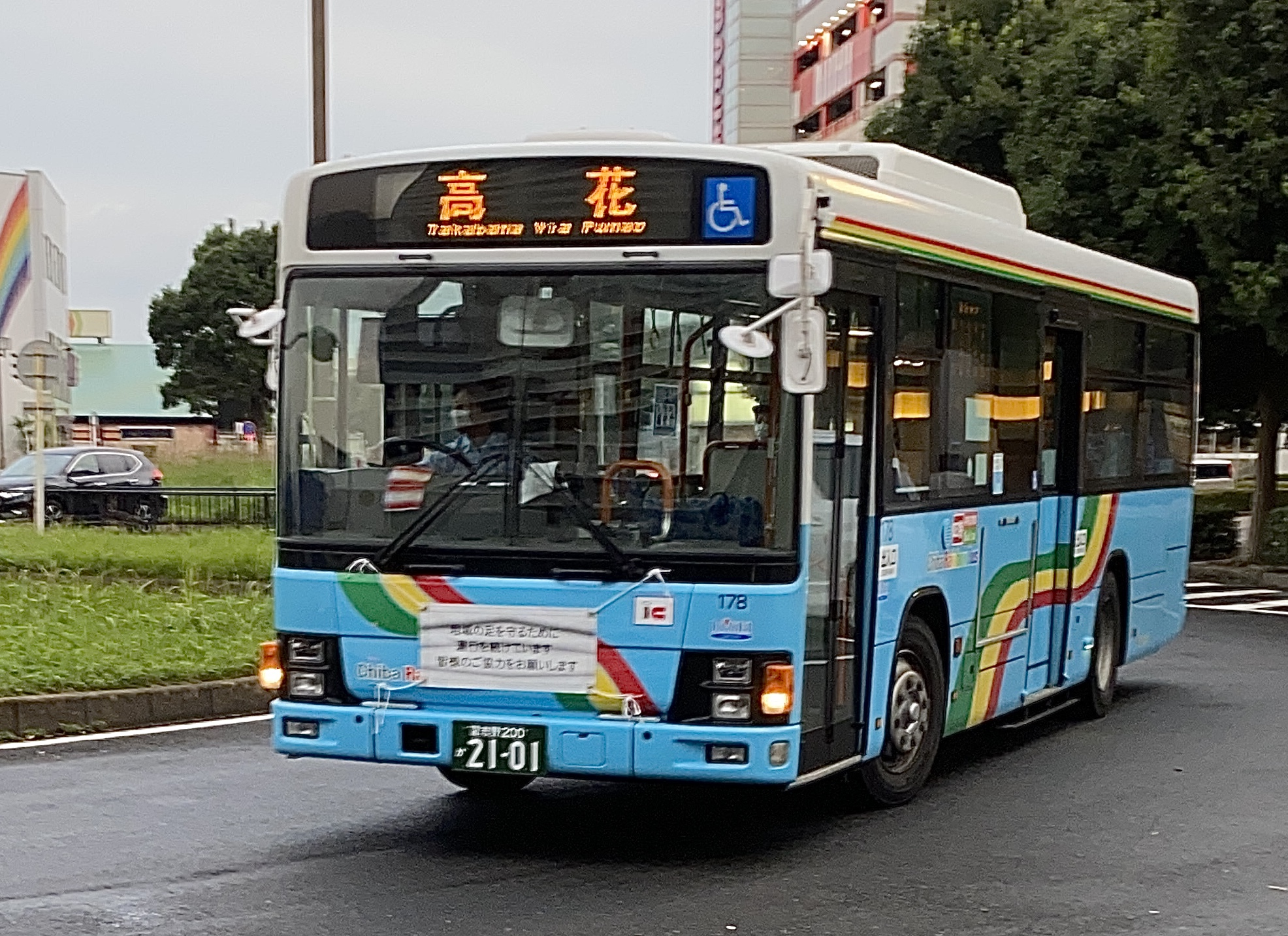
高花行きに充当される178号車

- - 1984年3月19日：[京成]ニュータウン線（千葉ニュータウン中央駅 - 電話局 - 船尾車庫）を開通。
  - 時期不明：[京成]千葉ニュータウン中央駅 - 電話局 - 高花団地入口 - 高花に延長。高花 - 船尾車庫を開通。
  - 1996年4月27日：[京成]千葉ニュータウン中央駅 - 電話局 - 高花二丁目 - 高花を開通。
  - 1998年6月1日：[レインボー]京成電鉄より移管され、高花線に改称。
  - 2014年5月17日：[レインボー]高花二丁目経由便のうち土曜・休日の4往復を新鎌ヶ谷駅へ延長。

高花線は、千葉ニュータウン中央駅より高花団地へと至る路線である。利用者が多いことから、毎時1~4本程度が運行される、他路線と比較すると高頻度運行が実施されている路線である。
二丁目経由と船尾経由の二種類が存在する。原山三丁目停留場から経路が分かれ、前者は高花二丁目を、後者は船穂中学校を経由したのち、高花六丁目停留場で再び合流する。午前中は主に二丁目経由で、それ以降は船尾経由で運行される。また、二丁目経由のうち土休日の1往復は新鎌ヶ谷駅まで延長運行される。

#### 北口循環線
- 千葉ニュータウン中央駅北口 - 牧の木戸一丁目 - 木刈四丁目 - 桜台三丁目 - 千葉ニュータウン中央駅北口
  - 1984年3月25日：[京成]木刈線（千葉ニュータウン中央駅南口 - 牧の木戸一丁目 - 木刈四丁目）を開通。白井車庫担当。
  - 1998年6月1日：[レインボー]京成電鉄より移管。本社営業所担当。
  - 2000年6月1日：[レインボー]千葉ニュータウン中央駅 - 牧の木戸地区 - 木刈地区 - 桜台地区 - 千葉ニュータウン中央駅に変更。駅の発着場所を北口に変更。北口循環線となる。
  - 2003年3月1日：[レインボー]桜台中学校経由に変更。
  - 2003年9月1日：[レインボー]朝の便について、木刈四丁目を終点とした東西それぞれの往復運行に変更。

#### 北総循環線

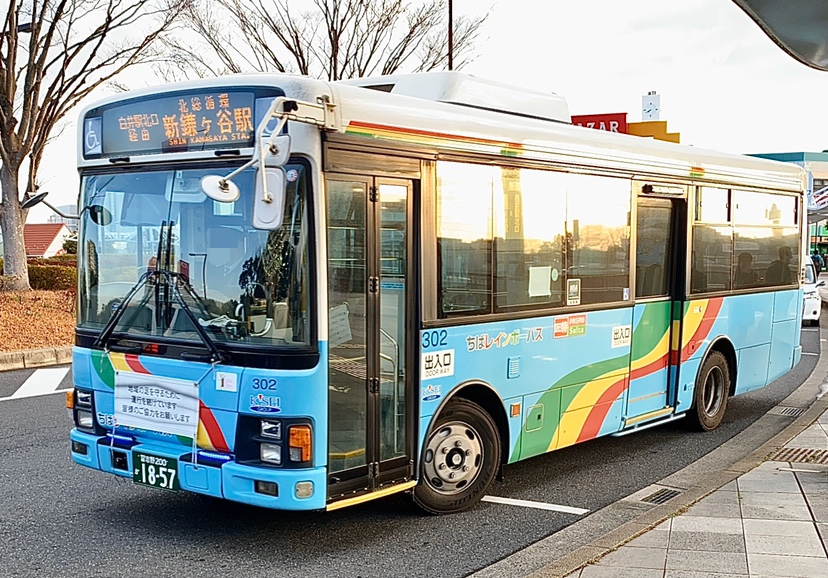
北総循環線となる302号車

- 新鎌ヶ谷駅 - 白井駅北口 - 桜台三丁目 - 木刈中学校 - ビジネスモール中央 - 千葉ニュータウン中央駅北口
  - 2017年7月31日：[レインボー]運行開始[14]。

#### 西の原外循環線

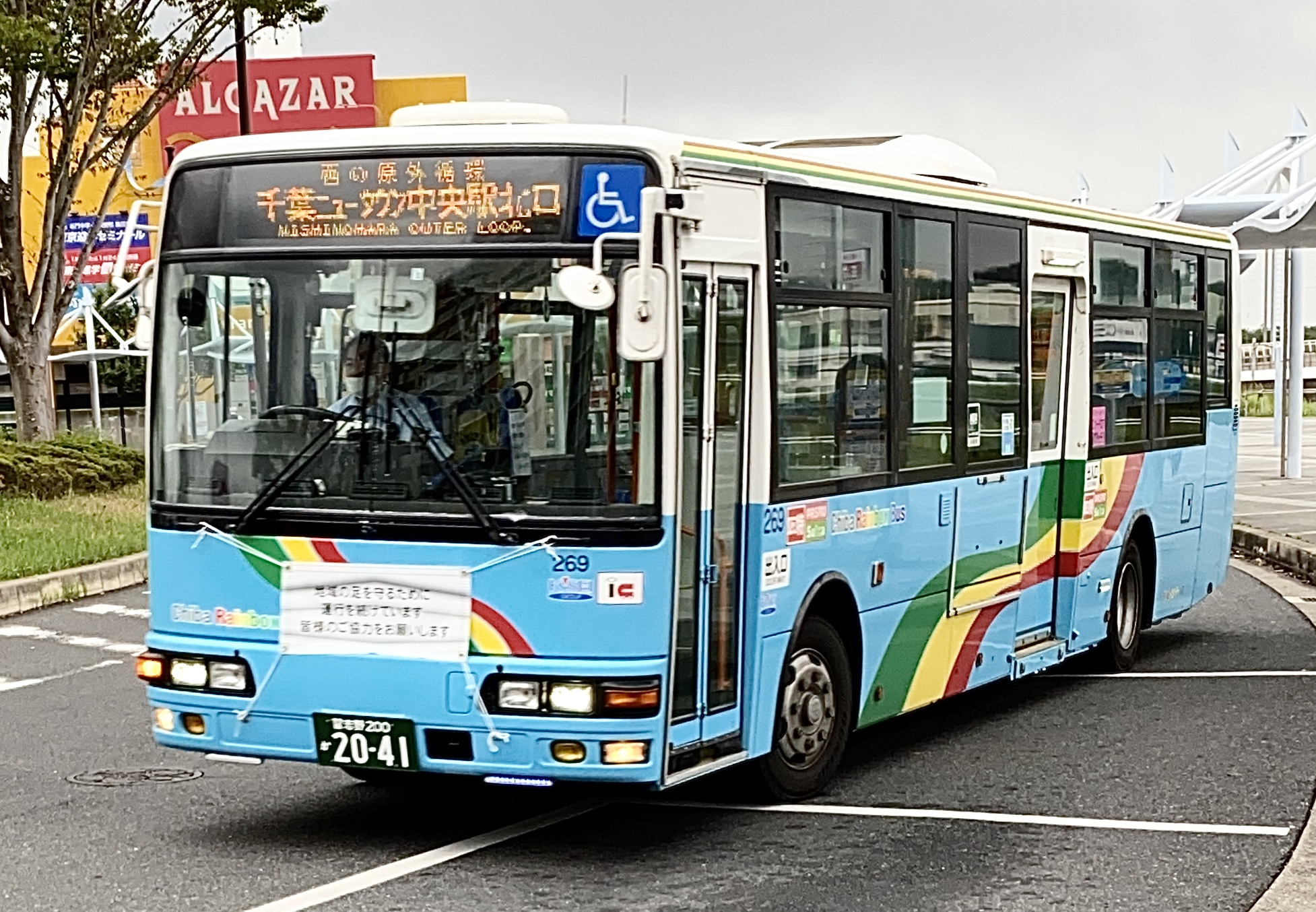
西の原外循環線となる269号車

- 千葉ニュータウン中央駅北口 → ビジネスモール中央 → ジョイフル本田東 → 印西牧の原駅北口 → 東の原二丁目 → 西の原四丁目 → ビジネスモール中央 → 千葉ニュータウン中央駅北口
  - 2017年7月31日：[レインボー]運行開始。
  - 2024年9月2日：[レインボー]ダイヤ改正により平日の9月20日のみの運行となる。[15][16]

#### 西の原線
- 印西牧の原駅 → 西の原小学校 → 西の原中学校 → 印西牧の原駅
- 印西牧の原駅 - 高花一丁目 - 船尾車庫
- 印西牧の原駅 - （西の原団地循環） - 高花一丁目 - 原山団地 - 千葉ニュータウン中央駅
  - 1995年4月1日：[京成] 印西牧の原駅の開業と同時に、西の原団地循環と船尾車庫との出入線が開通。それまでは千葉ニュータウン中央駅から無料送迎バスの運行があった。
  - 平成：高花四丁目経由の出入便を廃止。
  - 1998年6月1日：[レインボー]京成電鉄より移管。
  - 2003年12月1日：[レインボー]印西牧の原駅 - （西の原団地循環） - 中央駅便の運行開始。

#### 小林線

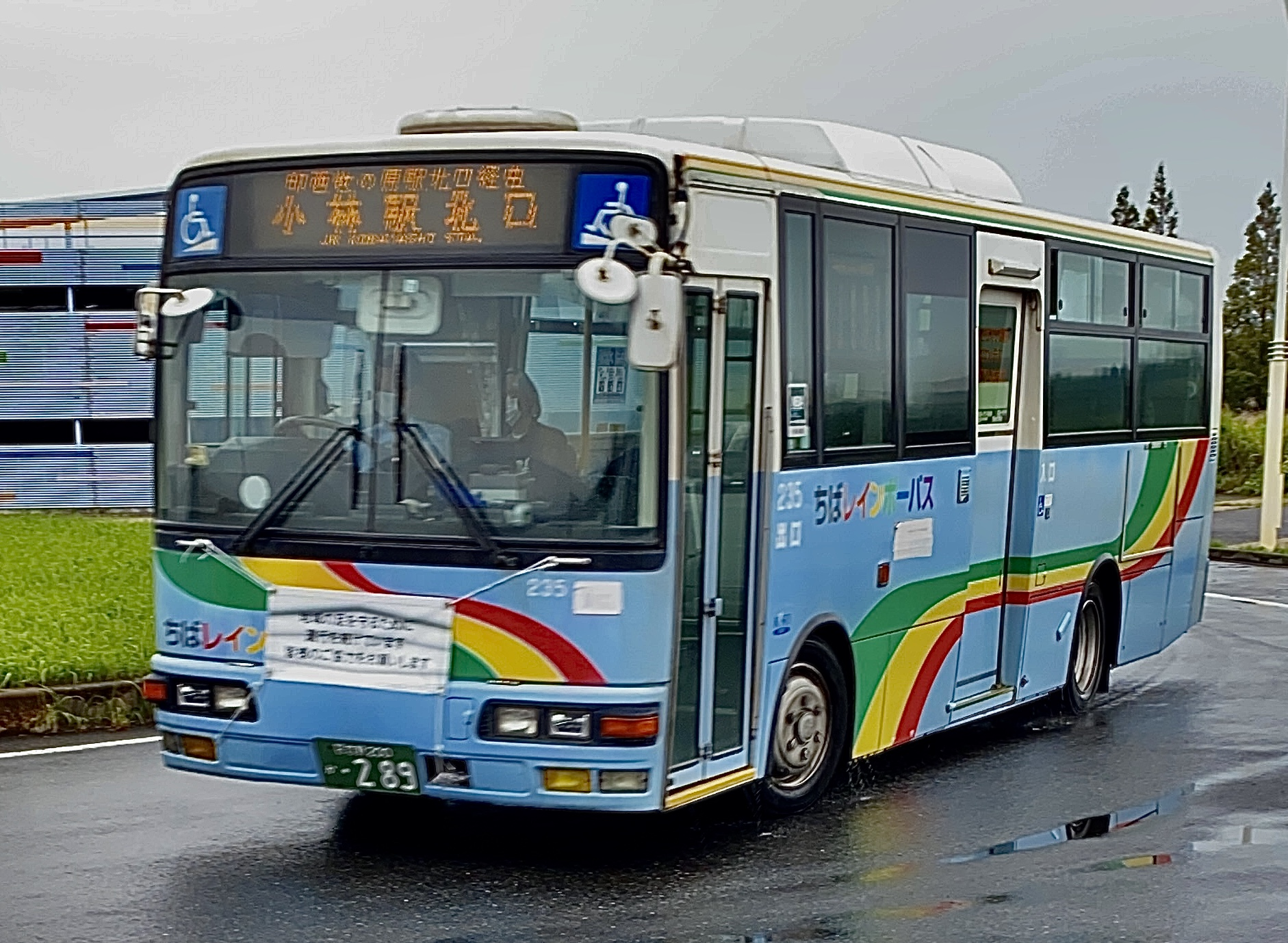
小林線専用車となる235号車。ICカードは利用できないため、ステッカーはテープで隠してある。

- 小林駅 - 牧の里中央 - 印西牧の原駅北口 - ジョイフル本田 - 印旛明誠高校
  - 1998年2月1日：[ 北総交通 ]本線（小林駅 - 牧の里中央 - 印西牧の原駅北口 - ジョイフル本田 - 印旛明誠高校）開通。
  - 2013年3月2日：[北総交通]（小林駅 - 牧の里中央 - 印西牧の原駅北口 - ジョイフル本田 - 印旛明誠高校 - 印西総合病院 - 木下駅）に延長。
  - 2014年3月31日：[北総交通]印西総合病院 - 木下駅間を廃止。
  - 2017年4月1日：[レインボー]北総交通のバス事業廃止により、ちばレインボーバスが運行を開始。
  - 2023年1月10日：[レインボー]ICカードの利用が可能になる[17]。

#### 滝野循環線
- 印西牧の原駅 - 滝野公園 - 滝野中央 - 滝野公園 - 印西牧の原駅（平日通勤通学時間帯のみ）

- - 1997年3月24日：[京成]開通。
  - 1998年6月1日：[レインボー]京成電鉄より移管。

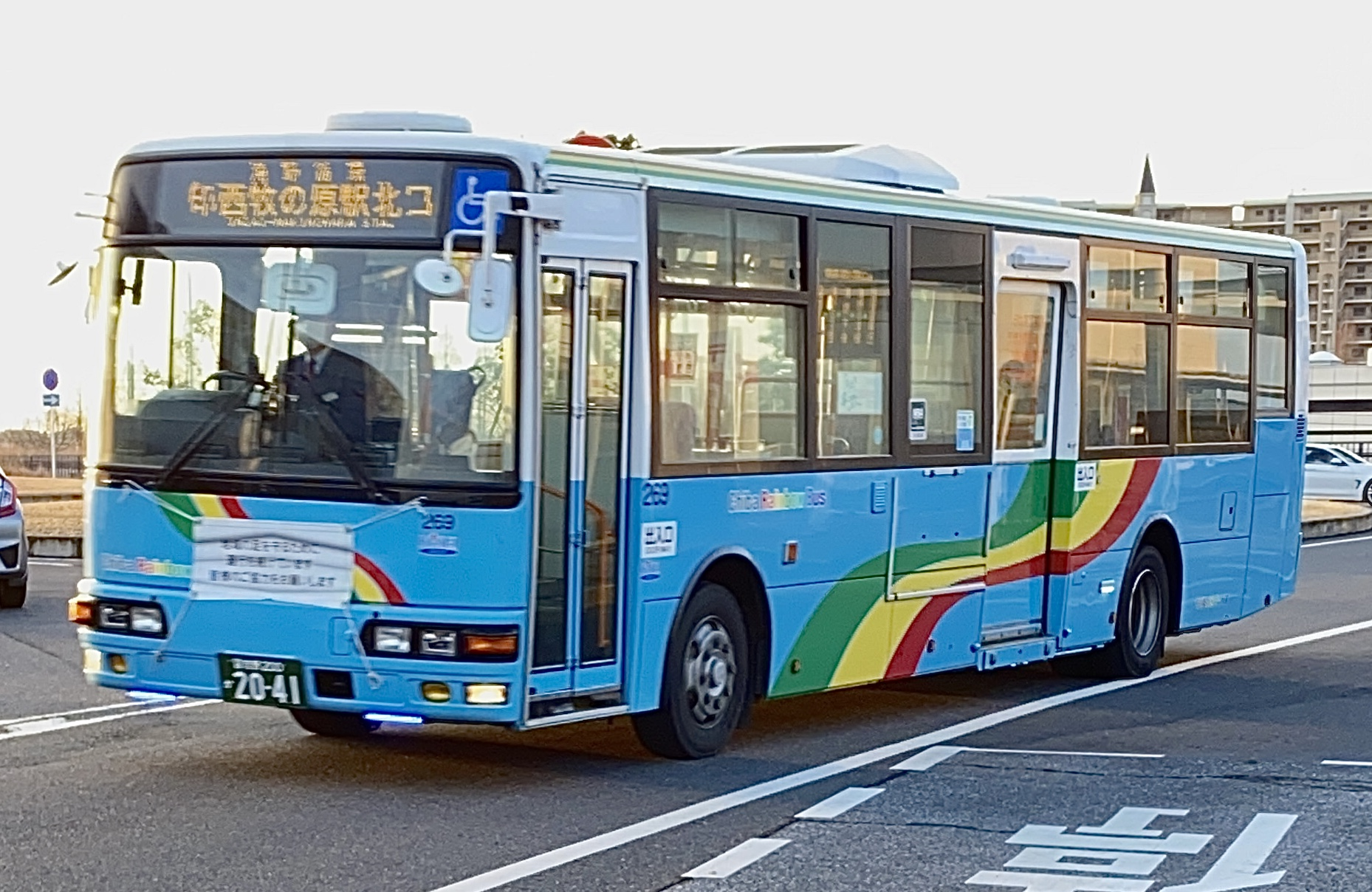
滝野循環線となる269号車

  - 2002年10月1日：[レインボー]滝野公園、滝野二丁目西経由となる。
  - 2009年7月1日：[北総交通]北総交通へ移管。
  - 2017年4月1日：[レインボー]北総交通のバス事業廃止により、再びちばレインボーバスでの運行に戻る。
  - 2023年1月10日：[レインボー]ICカードの利用が可能になる[17]。

#### 白井聖地公園線（季節運行）
- 直通：五香駅西口 - 旧六高台病院 - 六実駅入口 - （無停車） - 白井聖地公園（墓参シーズンのみ）

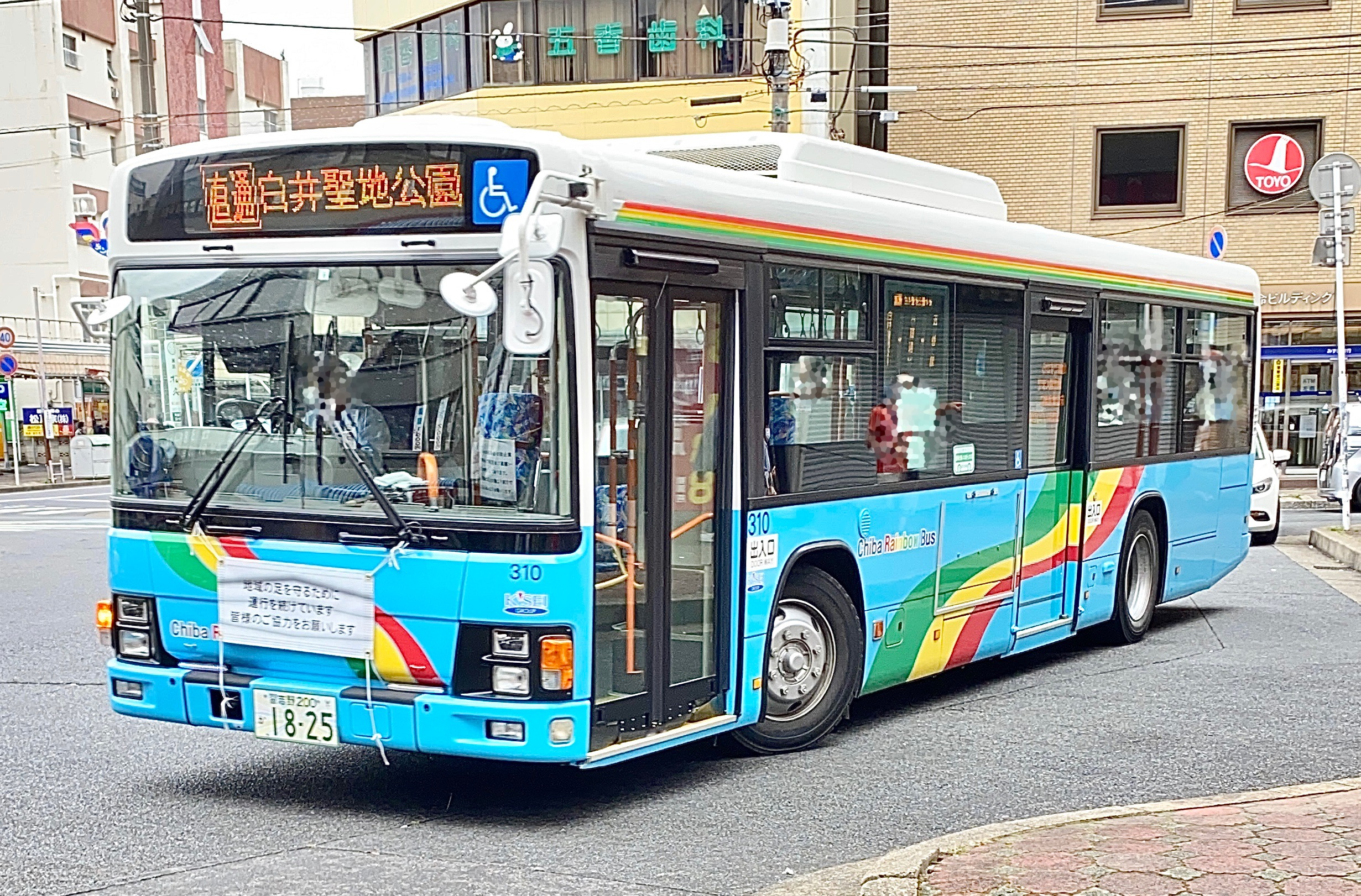
白井聖地公園に向かう310号車

- - 2006年3月18日：[レインボー]運行開始。

白井聖地公園線は白井市平塚にある、松戸市営白井聖地公園への墓参者の送迎を目的とした臨時シャトルバスである。白井聖地公園は所在地こそ白井市であるが、直線距離で言えば、最寄駅は北総鉄道の千葉ニュータウン中央駅やJR成田線の湖北駅の方が近く、松戸市からかけ離れた場所に存在し、松戸市営にもかかわらず、松戸市民が墓参するには非常に不便な場所にあった。その為、墓参シーズンのみ松戸市内にある五香駅・旧六高台病院・六実駅入口の3停留所から直通バスを運行するに至った。バスの運行日程は松戸市の広報にて都度告知される。

#### 中山競馬場線（臨時直通バス）
- 直通：西船橋駅 - （無停車） - 中山競馬場（JRAレース開催日のみ運行）

《船橋営業所、京成バス千葉イースト新港営業所と共同運行》

#### 印旛学園線
- イーバス：京成酒々井駅西口 - 順天堂大学 - 日医大千葉北総病院 - 印旛日本医大駅
  - 2019年4月1日：[レインボー]ちばグリーンバスより移管[18]。

京成電鉄佐倉営業所（ちばグリーンバスを経て現・京成バス千葉イースト佐倉営業所）の学園台線として1989年（平成元年）に新設された。
移管と同時に308号車（旧・ちばグリーンバスCG-154号車）が船尾車庫に移籍、同路線で運用をしていたが、2020年5月に廃車となり、2020年11月時点では元東京ベイシティ交通の日野・ポンチョが使用されることが多くなっていたが、2023年12月現在は一般の中型車が入ることが多い。

#### 緑が丘西線
- 八千代緑が丘駅 - 中木戸 - 一丁目北 - 三丁目南 - 三丁目北 - 七丁目西 - 七丁目北
- 八千代緑が丘駅 → 中木戸 → 一丁目北 → 四丁目南 → 四丁目北 → 七丁目西 → 七丁目北（午前中のみ）
- 外回り循環：八千代緑が丘駅 → 一丁目北 → 四丁目北 → 七丁目北 → 三丁目南 → 中木戸 → 八千代緑が丘駅（早朝1便のみ）
- 内回り循環：八千代緑が丘駅 → 一丁目北 → 三丁目北 → 七丁目北 → 四丁目南 → 中木戸 → 八千代緑が丘駅（夕方1便のみ）
  - 2020年4月20日：[レインボー]運行開始。

#### 鹿黒循環線

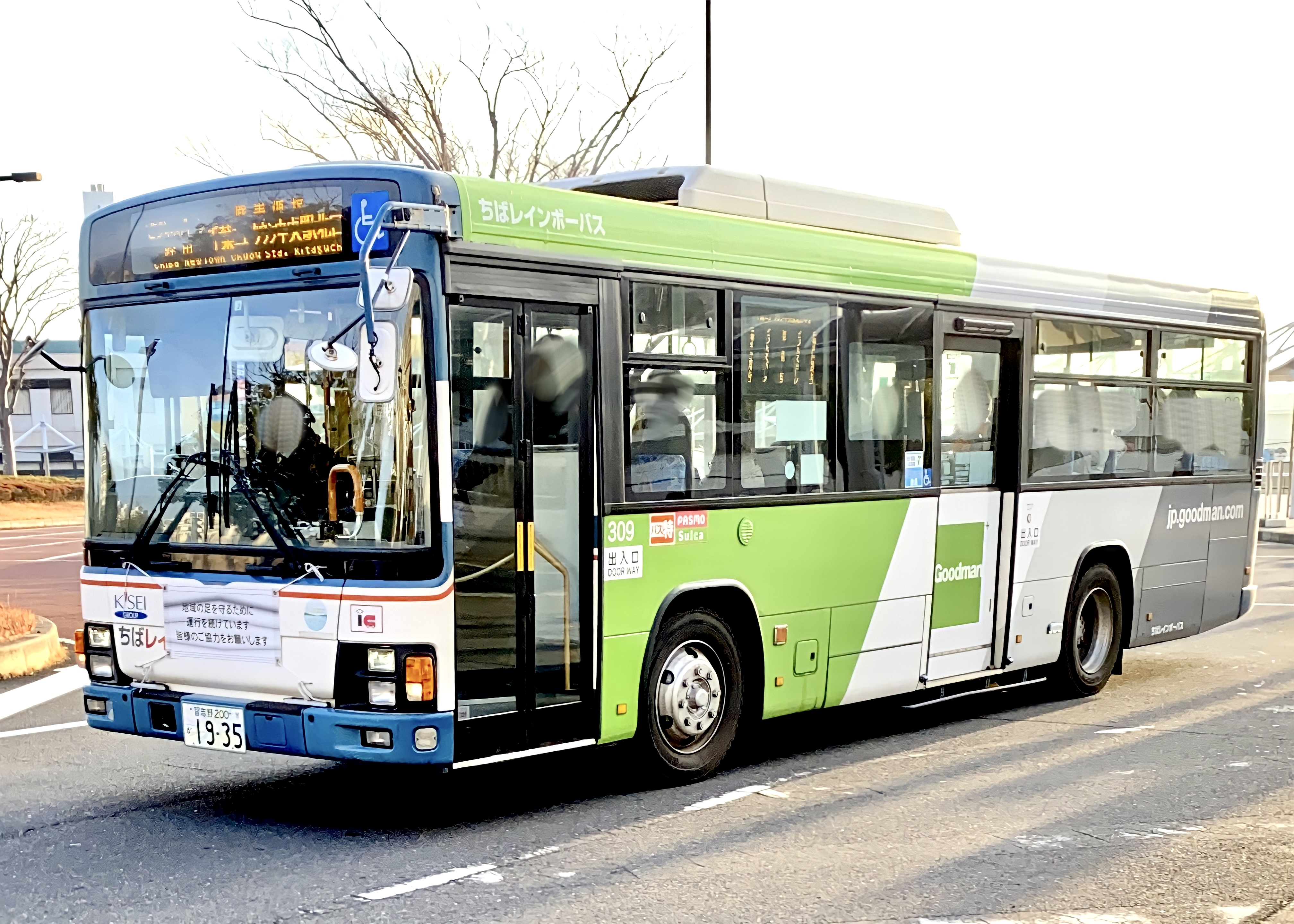
鹿黒循環線専用309号車

- 千葉ニュータウン中央駅北口 - 大塚三丁目 - ビジネスパーク サウス - ビジネスパーク イースト - ビジネスパーク サウス - 大塚三丁目 - 千葉ニュータウン中央駅北口
  - 2020年5月1日：[レインボー]運行開始。
  - 2022年4月9日：[レインボー]「鹿黒西」停留所を「ビジネスパーク ウエスト」に改称[19]。
  - 2022年7月19日：[レインボー]ダイヤ改正により、平日の朝・夕に増便[20]。

#### コミュニティバス
- 印西市ふれあいバス

#### 契約送迎バス
- スクールバス：八千代緑が丘駅 - 秀明大学
- スクールバス：千葉ニュータウン中央駅 - 秀明大学
  - 2023年度より運行開始
- 企業送迎バス：千葉ニュータウン中央駅 - フコク生命
- クラブバス：柏駅 - 藤ヶ谷カントリークラブ

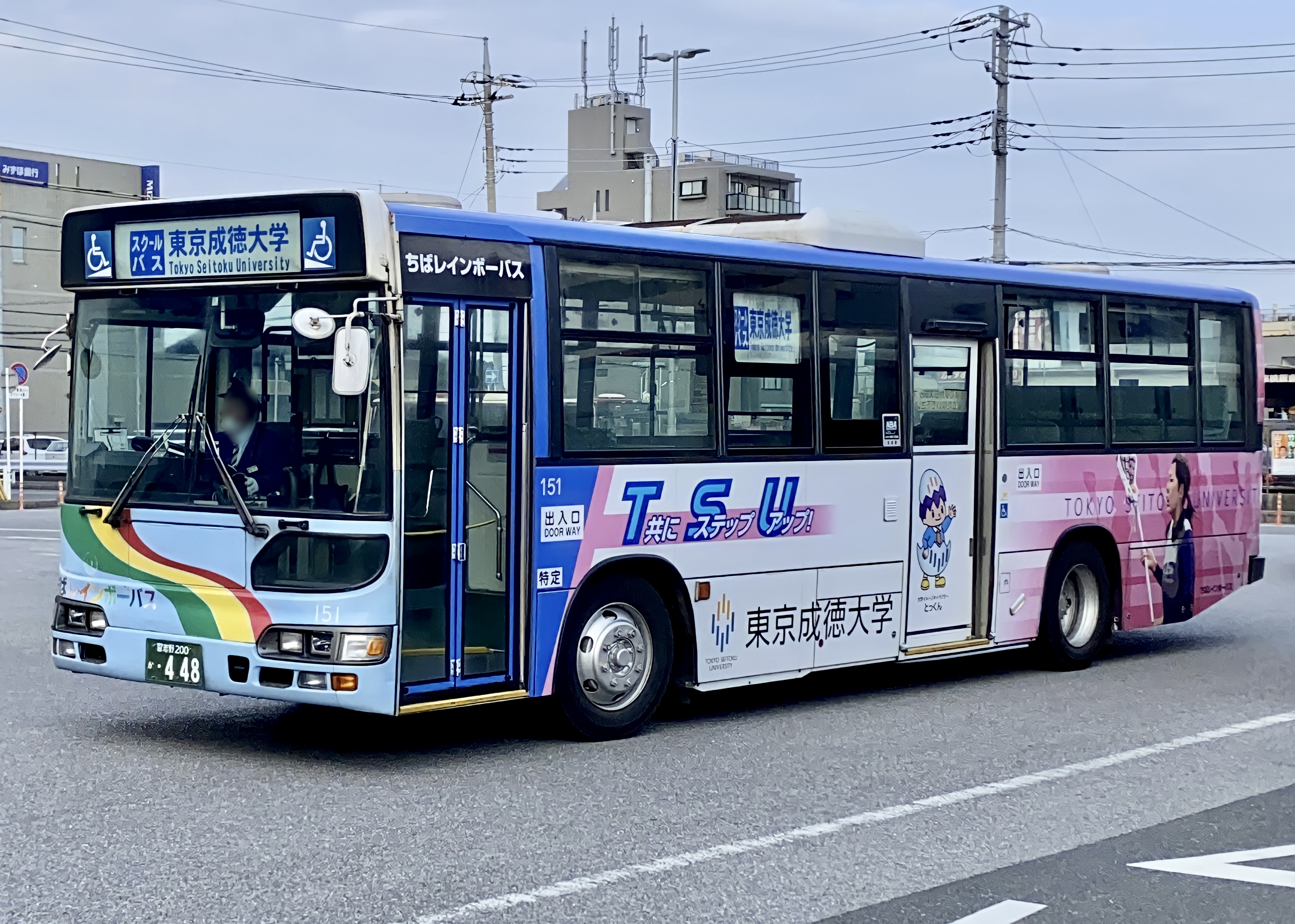
東京成徳大学のスクールバスを担当する151号車
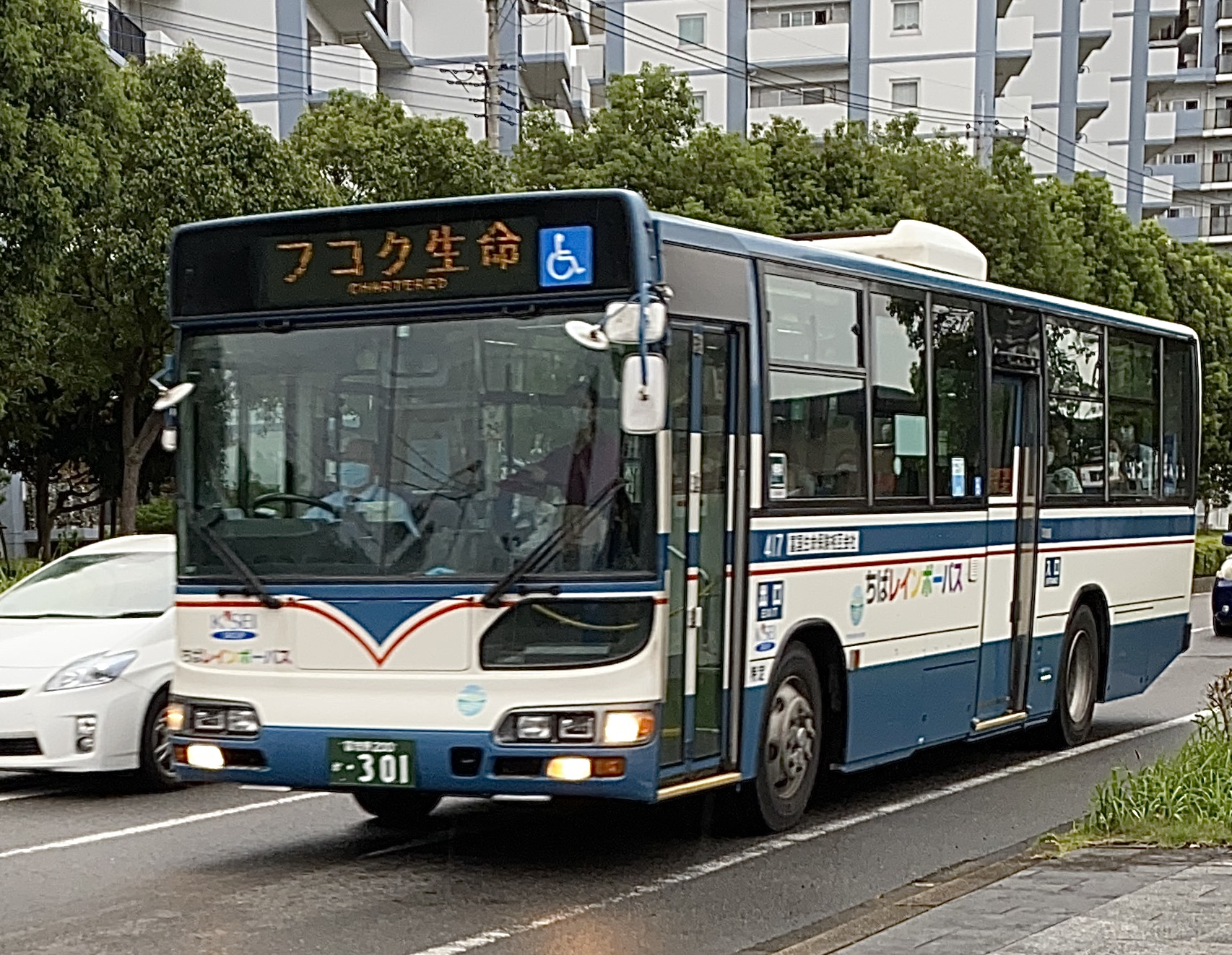
フコク生命の従業員送迎バスを担当する417号車
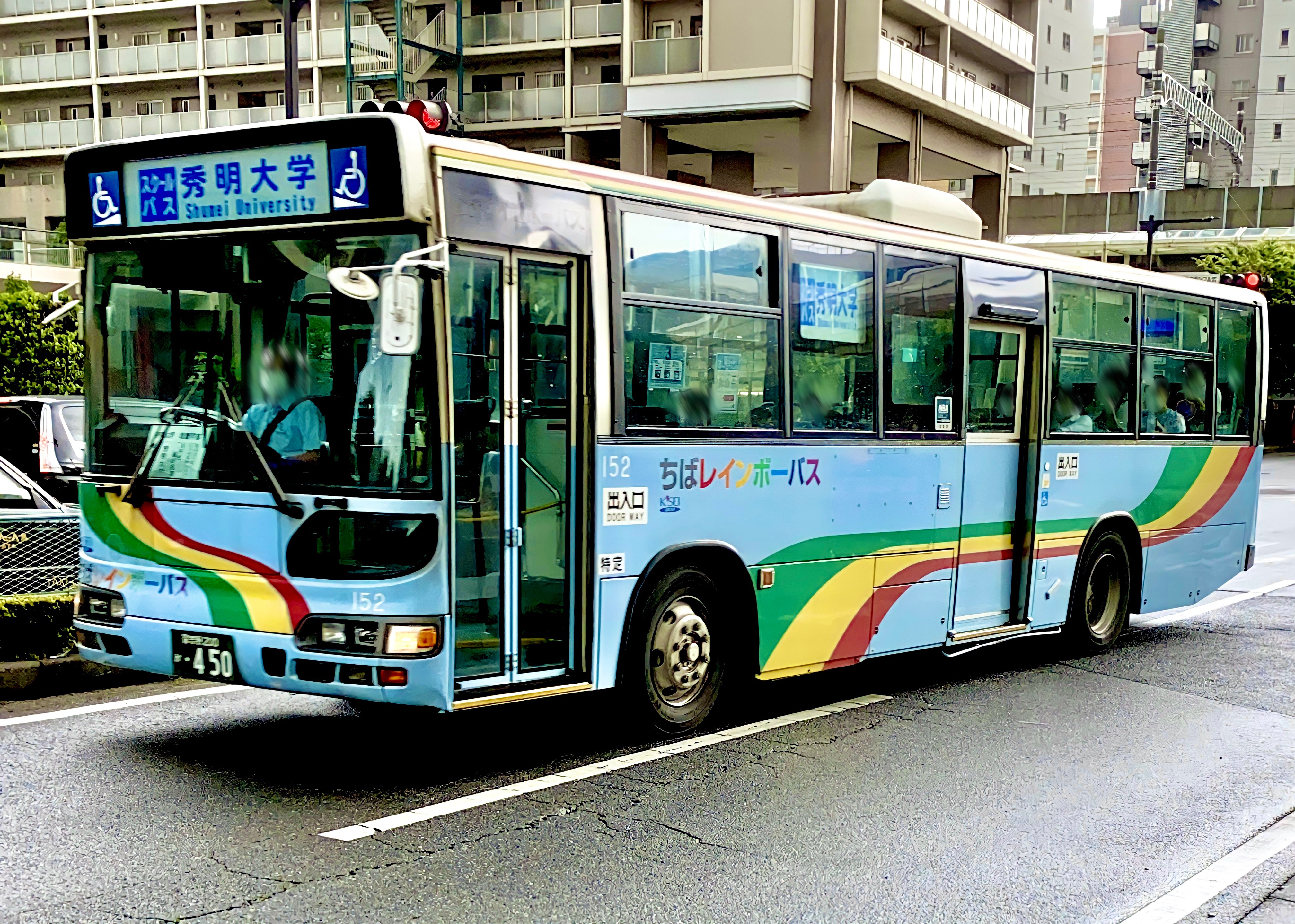
秀明大学のスクールバスを担当する152号車
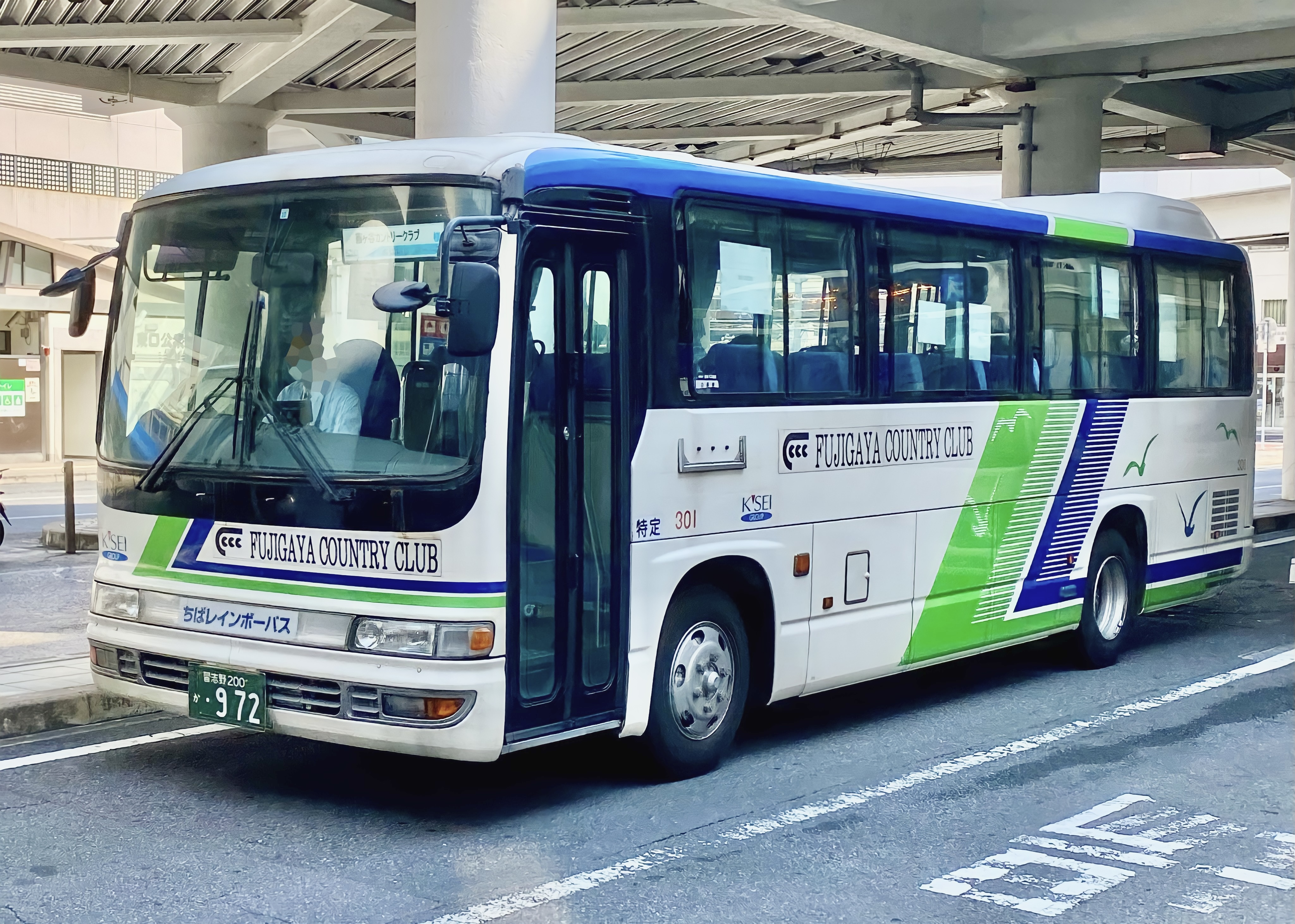
藤ヶ谷カントリークラブ送迎専用車となる301号車

### 白井車庫担当

#### 白井線
- 西船橋駅 - 東中山駅入口 - 競馬場南門 - 法典小学校 - 馬込沢駅 - 鎌ヶ谷大仏駅 - 富笠道・競馬学校 - 白井駅 - 白井車庫

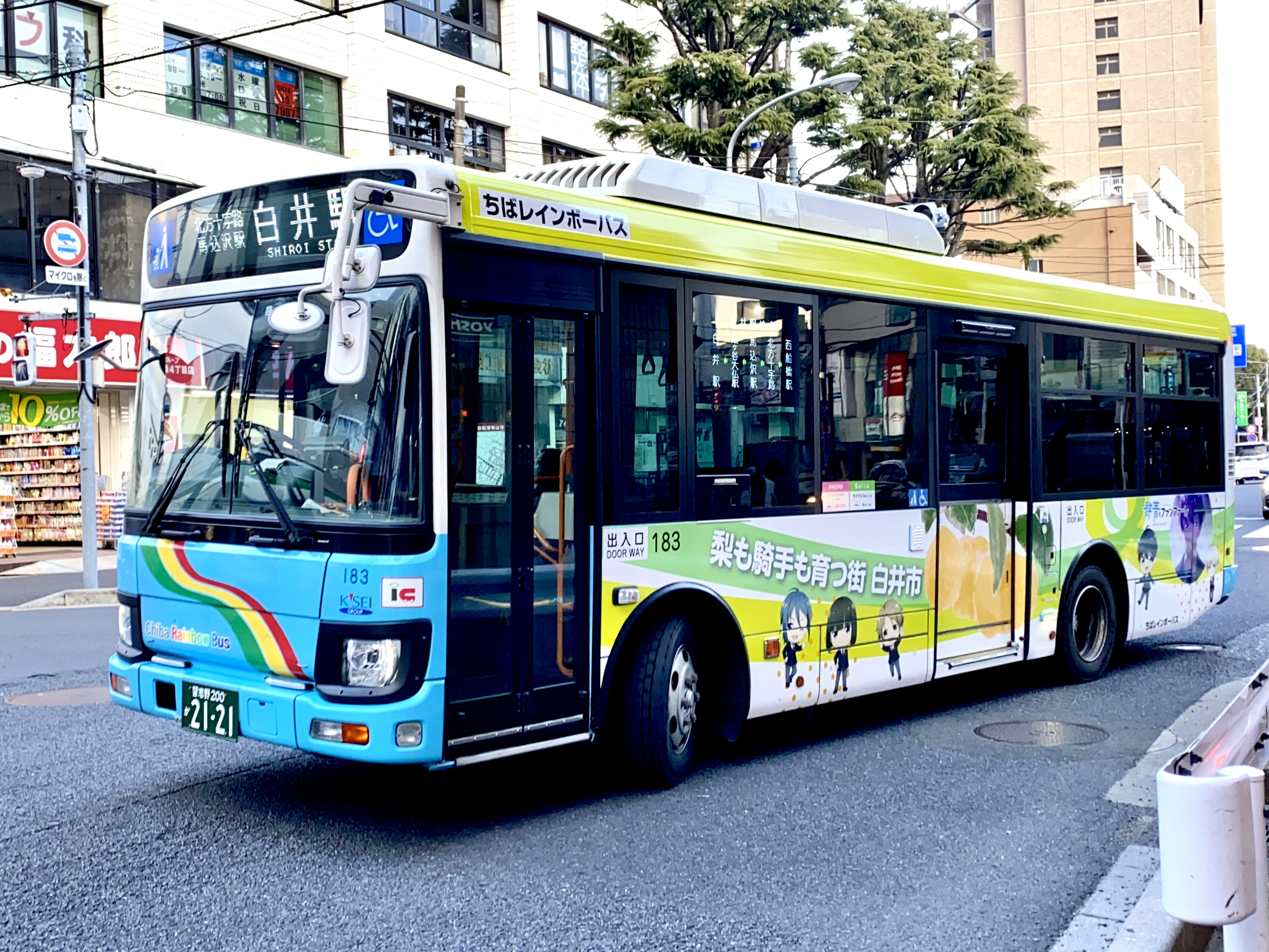
白井線（群青のファンファーレラッピングバス）

- - 1928年11月27日：[石塚寅吉]中山駅 - 若宮 - 上山新田が開通。
  - 1932年7月10日：[石塚寅吉]中山駅 - 鎌ヶ谷（木下街道上だが場所不明）に延長。
  - 1933年10月15日：[石塚寅吉]中山駅 - 白井に延長。
  - 戦前：[森田祐吉]森田祐吉の路線となる。
  - 1939年頃：[森田祐吉]中山駅 - 若宮 - 白井 - 木下駅に延長。木下駅 - 岩戸が開通。
  - 1942年7月14日：[京成]京成となる。木下線（（市川車庫 - ）中山駅 - 若宮 - 木下駅北口）と呼称。木下駅 - 岩戸間は詳細不明。
  - 1970年頃：[京成]前・白井車庫（のち法目道、現・白井市役所）で分割され、中山駅発着が西船橋駅発着・古作経由に変更。白井線【市川】（西船橋駅 - 古作 - 前・白井車庫、木下線（前・白井車庫 - 木下駅【北口】）となる。
  - 1973年7月16日：[京成]現・白井車庫が神々廻に移転されたことを受けて、西船橋駅 - 現・白井車庫に延長。
  - 1991年3月31日：[京成]白井駅経由に変更。
  - 1998年6月1日：[レインボー]京成電鉄より移管。
  - 1999年10月1日：[レインボー]全線がラポワール（現・笹塚）経由に変更。
  - 2014年8月16日：[レインボー]西船橋駅発の中山競馬場直通バスが京成バス市川営業所より移管。
  - 2022年2月25日：[レインボー]テレビアニメ『群青のファンファーレ』ラッピングバスが運行開始[21]。

白井線は、西船橋駅から古作、木下街道を経由して白井車庫へ向かう路線である。西船橋駅 - 白井駅間の折り返し便もあり、あわせて1時間に1 - 3本程度の頻度で運行されている。戦前に個人事業者が開業した中山駅 - 木下駅間の路線（木下線）が戦後に前・白井車庫で分割され、これより南側が西船橋駅 - 白井車庫間の運行に改められ、白井線と呼ばれるようになった。近年では中山競馬場周辺の道路や木下街道の渋滞の影響により遅延が目立っている。また、土日祝日の中山競馬場開場時には、西船橋駅から中山競馬場構内への直通バスが運行され、運用には船尾車庫の大型車が充当される。

#### 旧鎌ヶ谷線
- 六高台線：五香駅東口 - クリーンセンター - 六実支所 （- 六実駅 - 高柳駅 - 下総航空基地 - 白井工業団地 ≡ 白井保育園 - 白井駅 - 白井車庫）

※ 白井工業団地 ≡ 白井保育園 間は自由乗降区間
- 下総航空基地線：鎌ヶ谷市役所 - 新鎌ヶ谷駅 - 高柳駅 - 下総航空基地 - 白井第二小学校 - 白井工業団地 ≡ 白井保育園 - 白井駅 - 白井車庫

※ 白井工業団地 ≡ 白井保育園 間は自由乗降区間
- 下総航空基地線：五香駅東口 → 六高台病院 → 火の見下 → 六実駅入口 → 新鎌ヶ谷駅 → 鎌ヶ谷市役所（休日片道1便のみ）
- しいの木台線：五香駅東口 - しいの木台 - 高柳駅西口
  - 1928年3月1日：[大江六郎]松戸 - 佐津間が開通。
  - 1930年3月1日：[大江六郎]松戸 - 藤ヶ谷に延長。
  - 1935年11月21日：[京成]京成となる。松戸営業所担当。
  - 1935年12月1日：[京成]松戸駅 - 五香 - 六実 - 向台（矢の橋のやや西、その後基地経由に変更） - 白井（当時の役場、現在の公民館前）に延長。白井線【松戸】となる。
  - 1936年1月15日：[京成]八柱線（松戸駅 - 八柱霊園）が開通。
  - 1959年2月1日：[京成]平塚線（松戸駅 - 五香 - 六実 - 向台（その後基地経由に変更） - 中村 - 平塚）が開通。
  - 1960年3月10日：[京成]沼南ゴルフ場線（松戸駅 - 五香 - 高柳新田（現・クリーンセンター入口） - 沼南ゴルフ場）が開通。
  - 1963年8月30日：[京成]沼南ゴルフ場線が松戸駅 - 沼南農協前に延長。
  - 1964年3月21日：[京成]富塚線（松戸駅 - 五香 - 六実 - 下総航空基地 - 富塚）を開通。
  - 1960年代後半：[京成]常盤平駅経由便と東店舗前経由便の開通。
  - 1987年：[京成]沼南ゴルフ場線が廃止される。代替としてクリーンセンター入口・篭益経由下総航空基地発着便が新設される。向台経由便がすべて下総航空基地経由に変更される。
  - 1991年3月31日：[京成]五香駅西口・五香以西の定期運行を廃止。松戸駅発着便のすべてが五香駅西口発着に変更。松戸駅 - 八柱霊園間は臨時運行となる。白井便が白井停留所を白井公民館と改称の上、白井駅または白井車庫まで延長。白井工業団地便が河原子台経由白井駅または白井車庫まで延長。平塚便が中村経由から白井工業団地経由に変更。鎌ヶ谷市役所発着便の開通。
  - 1998年6月1日：[京成、レインボー]京成電鉄より移管。ただし、鎌ヶ谷市役所 - 白井方面に限り、柏井車庫担当に変更の上で京成が継続して運行。白井公民館経由便と平塚発着便はすべて京成による鎌ヶ谷市役所からの運行となる。
  - 1998年10月19日：[京成]平塚発着便および白井公民館経由が廃止。
  - 1999年1月16日：[レインボー]五香駅西口発着便が五香駅東口発着に変更。[レインボー、京成]高柳経由の全便が高柳駅を迂回経由するようになる。
  - 1999年4月1日：[レインボー]京成から鎌ヶ谷市役所 - 白井駅便が譲受され、鎌ヶ谷線の全便がレインボー単独運行となる。
  - 1999年10月1日：[レインボー]六実駅発着便が新設。
  - 2002年4月1日：[レインボー]五香駅東口 - しいの木台が開通。
  - 2003年11月10日：[レインボー]五香 - 白井方面便について、一部の便を除き五香駅 - 六実駅および高柳駅 - 白井方面に分割する。鎌ヶ谷市役所 - 白井方面便についてはそのまま。
  - 2004年3月31日：[レインボー]鎌ヶ谷市役所便が新鎌ヶ谷駅入口経由から新鎌ヶ谷駅経由に変更。
  - 2010年4月19日：[レインボー]五香駅東口 - しいの木台の路線を高柳駅西口まで延伸開業。
  - 2021年7月26日：[レインボー]五香駅東口 - 六実駅（駅前）の路線を途中の六実支所までに短縮。六実駅前への乗り入れは廃止になる。また、路線再編を実施し、鎌ヶ谷線を下総航空基地線・六高台線・しいの木台線に系統分割。

#### 西白井線
- 新鎌ヶ谷駅 - 大山口中学校 - 西白井1 - 西白井7 - 富塚 - 白井工業団地 ≡ 白井保育園 - 白井車庫

※ 白井工業団地 ≡ 白井保育園間はフリー乗降区間
- 新鎌ヶ谷駅 - 大山口中学校 - 西白井1 - 西白井7 - セブンパーク アリオ柏
  - 2005年4月：[レインボー]白井市西白井地区にて住宅分譲が開始されたことに伴い、限定貸切として同地区と新鎌ヶ谷駅及び西白井駅を結ぶ住民用シャトルバスが運行開始。
  - 2006年4月1日：[レインボー]上記区間を一般乗合路線として開設。西白井駅便は廃止。
  - 2011年2月16日：[レインボー]ダイヤ改正実施。
  - 2016年4月21日：[レインボー]同年4月25日に、柏市大島田にセブンパーク アリオ柏が開業することに伴い、一部便をセブンパークアリオ柏行きとする。
  - 2021年7月26日：[レインボー]ダイヤ改正により、新鎌ヶ谷駅 - セブンパークアリオ柏が増便[22]。

#### 法典線
- 馬込沢駅 - 法田中学校 - エステ・シティ - 桐畑
- 馬込沢駅 - 法田中学校 - エステ・シティ - 法典公園グラスポ
  - 2007年4月3日：[レインボー]馬込沢駅 - 桐畑が開通。
  - 2011年9月1日：[レインボー]エステ・シティ - 法典公園グラスポ間が開通。平日昼間の一部便を馬込沢駅 - 法典公園グラスポ間の運転に変更。

船橋市法典（藤原）地区周辺は、周辺にある木下街道（千葉県道59号市川印西線）などの幹線道路の渋滞により、交通の便が損なわれていた。そのため、地元自治会では地元自治体や関係交通機関に改善等の申し入れを行ってきた。この取り組みについてはNHKの番組「難問解決!ご近所の底力」にも紹介された（NHKで放映の内容）。この路線は同番組を契機に渋滞対策として地元自治会とちばレインボーバスによる協議によって開設された路線である。ちばレインボーバス側からは採算ラインと想定される人数以上乗らない場合撤退がありうるとの条件が提示されている。この路線を走行するバスには「フラワー号」という愛称がつけられている。なお、法典線・白井線ともに同名の「馬込沢駅」バス停があるが、前者は駅西口のサミット前、後者は駅東口近くの木下街道沿いと所在場所が異なることに注意。
2011年9月1日のダイヤ改正より、平日昼間のみ法典公園グラスポへの乗り入れを開始する。このダイヤ改正より、平日の昼間は馬込沢駅 - 桐畑間と馬込沢駅 - 法典公園グラスポ間のバスが1本ずつ交互で運行されている。

#### コミュニティバス
- ナッシー号（白井市）
- ききょう号（鎌ケ谷市）：ききょう東線・ききょう東線2

### 路線の重複
船尾車庫の神崎線と白井車庫の白井線は、それぞれ習志野西営業所（旧：船橋新京成バス習志野営業所←習志野新京成バス）の津田沼線の津田沼駅 - 八千代緑が丘駅間（旧新京成側の八千代緑が丘駅発着は2024年7月16日に廃止された。また旧新京成側には「八幡神社」経由便は存在しない）と京成バス千葉ウエスト鎌ヶ谷営業所（旧：船橋新京成バス鎌ヶ谷営業所）の鎌ヶ谷線の馬込沢 - 鎌ヶ谷大仏駅（旧新京成側では「鎌ヶ谷大仏」。また隣のバス停である「配給所前」はちばレインボーバスの路線は停車しない。）と重複しているが、いずれも定期券の共通利用等の制度は存在しない （京成バスグループ14社発行のダイヤモンドパス、こどもんどころパスのみ共通利用可）。
重複区間は、神崎線においてはミヤコシ停留所を境にちばレインボーバスと新京成バスの運賃制度が切り替わり、白井線においては重複区間のみ新京成バスと同じになっている。 同じ場所でも一部バス停名が固有名詞は同じでも後に続く方角等が異なっている。運賃制度が切り替わる区間を跨いだ利用は近距離でも割高になる。ただし、船橋新京成バス時代において実証試験していた二和グリーンハイツ線も二和道（馬03）および丸山道（馬04）から馬込沢駅（新京成側では「馬込沢駅入口」）まで重複するが二和グリーンハイツ線は全線新京成の運賃制度となっている。

## 廃止路線

### 船尾車庫担当

#### アウトレット線
- 千葉ニュータウン中央駅 - 印旛日本医大駅 - 酒々井プレミアム・アウトレット
  - 2014年7月19日：運行開始[24]。
  - 2016年3月27日：廃止。

土休日に3往復のみ運転。千葉ニュータウン中央駅 - 印旛日本医大駅間のみでの利用はできなかった。

#### スクールバス（東京電機大学）
- 木下駅 - 千葉ニュータウン中央駅 - 東京電機大学（中央駅非経由便あり）
- 勝田台駅 - 東京電機大学

この2路線は、東京電機大学千葉ニュータウンキャンパスの平時の通学や関係者の輸送のためのものだった。電大情報環境学部が2018年（平成30年）に東京都足立区に新築された東京千住キャンパス（100周年記念キャンパス）へ移転し、閉鎖されたため廃止。
- 船尾車庫 - 千葉ニュータウン中央駅 - 東京電機大学
- 千葉ニュータウン中央駅 - 臨時駐車場 - 東京電機大学

この2路線は、東京電機大学千葉ニュータウンキャンパスの学園祭『秋葉祭』来場者の利便を図るためのもので、2012年（平成24年）から2017年（平成27年）まで運転された。
- 新鎌ヶ谷駅 - 西白井駅 - 東京電機大学

2011年10月9日の第10回秋葉祭に合わせて1日限定で運行。2.5往復運行した。

### 白井車庫担当

#### 木下線
- 白井駅 - 白井 - 白井車庫 - 亀成 - 木下駅
- 白井駅 - 白井 - 谷田
- 白井駅 - 福祉センター - 千葉ニュータウン中央駅
  - 1928年11月27日：[石塚寅吉]中山駅 - 若宮 - 上山新田が開通。
  - 1932年7月10日：[石塚寅吉]中山駅 - 鎌ヶ谷（木下街道上だが場所不明）に延長。
  - 1933年10月15日：[石塚寅吉]中山駅 - 白井に延長。
  - 戦前：[森田祐吉]森田祐吉の路線となる。
  - 1939年頃：[森田祐吉]中山駅 - 若宮 - 白井 - 木下駅に延長。木下駅〜岩戸が開通。
  - 1942年7月14日：[京成]京成となる。木下線（（市川車庫 - ）中山駅 - 若宮 - 木下駅北口）と呼称。木下駅〜岩戸間は詳細不明。
  - 1959年4月12日：[京成]谷田線（市川車庫 - 中山駅 - 若宮 - 白井 - 谷田）が開通。
  - 1959年12月10日：[京成]名内線（市川車庫 - 中山駅 - 若宮 - 白井 - 名内橋）が開通。
  - 1970年頃：[京成]全線が前・白井車庫（のち法目道、現・白井市役所）で分割され、中山駅発着が西船橋発着・古作経由に変更。白井線【市川】（西船橋駅 - 古作 - 前・白井車庫）、木下線（前・白井車庫 - 木下駅【北口】）、谷田線（前・白井車庫 - 谷田）、名内線（前・白井車庫 - 名内橋）の4線となる。谷田 - 名内橋の運行もあった。
  - 1982年2月23日：[京成]木下線が木下駅 - 白井駅に延長。当時は北行が堀込経由だった。谷田線・名内線は法目道起点のまま。
  - 1983年8月1日：[京成]白井保育園 - 名内橋および神々廻上 - 谷田間が自由乗降区間となる。
  - 1991年3月31日：[京成]谷田線が白井駅発着白井役場【構内】経由に延長され、一部の便が福祉センター経由となる（福祉センター付近も自由乗降区間となる）。名内線は廃止され、白井工業団地以南は鎌ヶ谷線の一部となる（自由乗降区間は白井保育園 - 白井工業団地間となる）。
  - 平成：[京成]福祉センター経由便が白井駅 - 福祉センター - 千葉ニュータウン中央駅に変更。自由乗降区間の変更なし。
  - 平成：[京成]木下線が木下駅南口発着に変更。
  - 1998年6月1日：京成電鉄より移管。この頃より白井駅〜谷田便も木下線の一部として呼ばれるようになる。
  - 1999年4月1日：白井駅 - 福祉センター - 千葉ニュータウン中央駅便が廃止。
  - 1999年10月1日：全線がラポワール経由に変更。
  - 2009年4月1日：廃止。

木下線は、北総鉄道の白井駅から木下街道を経由して成田線の木下駅に至る便と、途中の神々廻坂下で分岐して谷田に至る便からなる路線であった。
戦前に個人事業者が開業した路線であり、かつては中山駅〜若宮〜木下駅間を運行していた。谷田発着便は、1959年に白井村南部の木下街道から離れた集落への足として谷田線の名で開業したもので、同年には白井村北部の名内橋（現・白井工業団地停留所の真北約1 km）に至る名内線も開業した。これらの2路線も木下線と同じように中山駅から木下街道を経由して運行され、支線のような位置づけとなっていたが、3線とも長距離路線であったので、1970年頃に前・白井車庫発着に短縮され、これより南側は白井線（西船橋駅 - 前・白井車庫）を運行することにより路線が分割された。
その後、白井側の発着点の変更、名内線の廃止、福祉センター経由便の新設・廃止などを経て、木下線は2009年3月31日の運行を最後に廃止された。廃止に向けて千葉県バス対策地域協議会に提示された案に対し、運行の継続を求める意見が寄せられたが、赤字額が年々増加していることやコミュニティバスによる代替が可能なことから、原案どおり廃止となった。

## 車両
京成電鉄時代は船尾車庫が船橋営業所花輪車庫（現・京成バス新都心営業所習志野出張所）と同じ日野自動車、白井車庫は松戸営業所と同じ三菱ふそう（三菱重工業→三菱自動車工業→三菱ふそうトラック・バス）を選択していた。分社化後もこの2社より引き続き導入したが、新造配置車種の変更や転属により、両車庫におけるメーカーの比率が変化している。三菱ふそうが2017年（平成29年）9月限りで中型・小型路線バス（『エアロミディ』）の製造を打ち切ったため、2019年（令和元年）以降の新車は日野に統一された。
2015年以降には京成バスや東京ベイシティ交通、京成タウンバスやバス事業から撤退した北総交通などからの移籍車で、いすゞ自動車製の車両も登場した。
本社営業所のある印西市は自動車NOx・PM法の規制区域に含まれていないため、京成バスや他の京成グループ分離子会社に比べて車両の使用年数が長い傾向にあり、15年以上に渡り使用している車両もある。ノンステップバスの導入は比較的最近であるが、自社導入の車両以外にも京成バスなどの京成グループのバス会社からのノンステップバスの移籍により、路線バスではノンステップバスの比率が高まっている。
管内に千葉ニュータウンを抱える船尾車庫では大型車を主力とし、少数だが4枚折戸車も使用されており、かつては3扉車も使用されていた。一方白井車庫では、分社化後は中型車や小型車の比率が高まり、現在は日野レインボーと日野ポンチョのみが在籍する。
車両のカラーリングは、当初は京成電鉄の車両を塗装変更せず、社名表記のみを「ちばレインボーバス」に変えて使用していたが、次第に空色と虹をモチーフとした塗装に塗り替えられていった。近年では空色が若干濃く、ロゴが英字表記のものになった。
2015年頃から京成バス新都心営業所本所や習志野出張所、京成バスシステム、ちばシティバスからの移籍車で京成バスカラーのまま「京成バス」という表記を消し、「ちばレインボーバス」という社名表記を追加した車両が再登場した。こうした車両は主にスクールバスや企業輸送などの特定輸送に使用されるが、近年は一般路線へも充当される。また、一部には京成塗装の上に広告を貼り付けて対処する車両もある。
行先表示幕も一部路線を除き社名が併記された全面青色のものに変更され、京成との差別化が図られている。現在では車両代替により、路線バスとして使われる車両の方向幕はすべてLED式行先表示器となったため、契約輸送で使用される車両でしか見ることはできない。

### 社番
社番表記は数字のみの3桁で表記するが、京成バスなどと異なり、数字の前にアルファベット等の記号がない。
社番はメーカー別に分けられ、基本的に100番台・500番台が日野車、200番台が三菱ふそう車、300番台がいすゞ車となっている。
初期には京成電鉄時代のまま社番を変更していなかった車両もあり、2024年現在でも京成バスからの移籍車で、京成時代の4桁の社番のうち千の位かアルファベットのみ削除し、残りをそのまま使用している車両も存在する。